# Stenoma macronota
Stenoma macronota es una especie de polilla del género Stenoma, orden Lepidoptera.
Fue descrita científicamente por Meyrick en 1912.

## Distribución
Se distribuye por Colombia y Guayana.